# GAZ
GAZ ou Gorkovsky Avtomobilny Zavod (em português: Fábrica de Automóveis Gorky) é uma fabricante de veículos russa, fundada em 1932. Iniciou em 1932 como NAZ, uma cooperação entre a Ford e a União Soviética, como resultado do plano quinquenal.

## História

### Início
Em Maio de 1929 a União Soviética assinou um acordo com a Ford Motor Company. Sob seus termos, os soviéticos concordaram em comprar US$13 milhões em automóveis e peças automotivas, enquanto que a Ford concordou em prover assistência técnica até 1938 para construir uma fábrica integrada de manufatura de automóveis em Níjni Novgorod. A produção foi iniciada no dia 1 de Janeiro de 1932, e a fábrica e marca ficaram com o nome Nizhegorodsky Avtomobilny Zavod, ou NAZ, mas também vinha com a logo da "Ford". O primeiro veículo da GAZ foi um automóvel de valor médio Ford Model A, vendido como NAZ-A, e um caminhão leve, o Ford Model AA (NAZ-AA). A produção do NAZ-A iniciou em 1932 e foi até 1936, sendo construídas mais de 100.000 unidades.
Em 1933, o nome da fábrica foi alterado para Gorkovsky Avtomobilny Zavod, ou GAZ, quando a cidade foi renomeada em dedicação a Maxim Gorky; similarmente, os modelos foram renomeados GAZ-A e GAZ-AA. De 1935 a 1956, o nome oficial foi aumentado em imeni Molotova (literalmente, nomeado em dedicação a Molotov).
O GAZ-A foi então substituído pelo mais moderno GAZ-M1 (baseado na versão de quatro cilindros do Ford Model B), produzido entre 1936 e 1942. A letra M vem de Molotovets ('da fama de Molotov'), sendo esta a origem no apelido deste carro, M'ka (Эмка).
Durante a guerra a GAZ produziu Chevrolet G7107 e G7117 (G7107 com guincho) de partes enviadas a partir dos Estados Unidos como parte do Lend Lease.
As experiências com os modelos "A" e "M1" fizeram com que os engenheiros da GAZ desenvolvessem carros próprios independentes da Ford. Seu primeiro projeto independente foi batizado de GAZ-11, tendo um tamanho maior que o seu antecessor o M1 e sendo produzido entre 1942 e durante 1946 foi produzido em menor quantidade devido à Segunda Guerra Mundial. 

### Pós-guerra

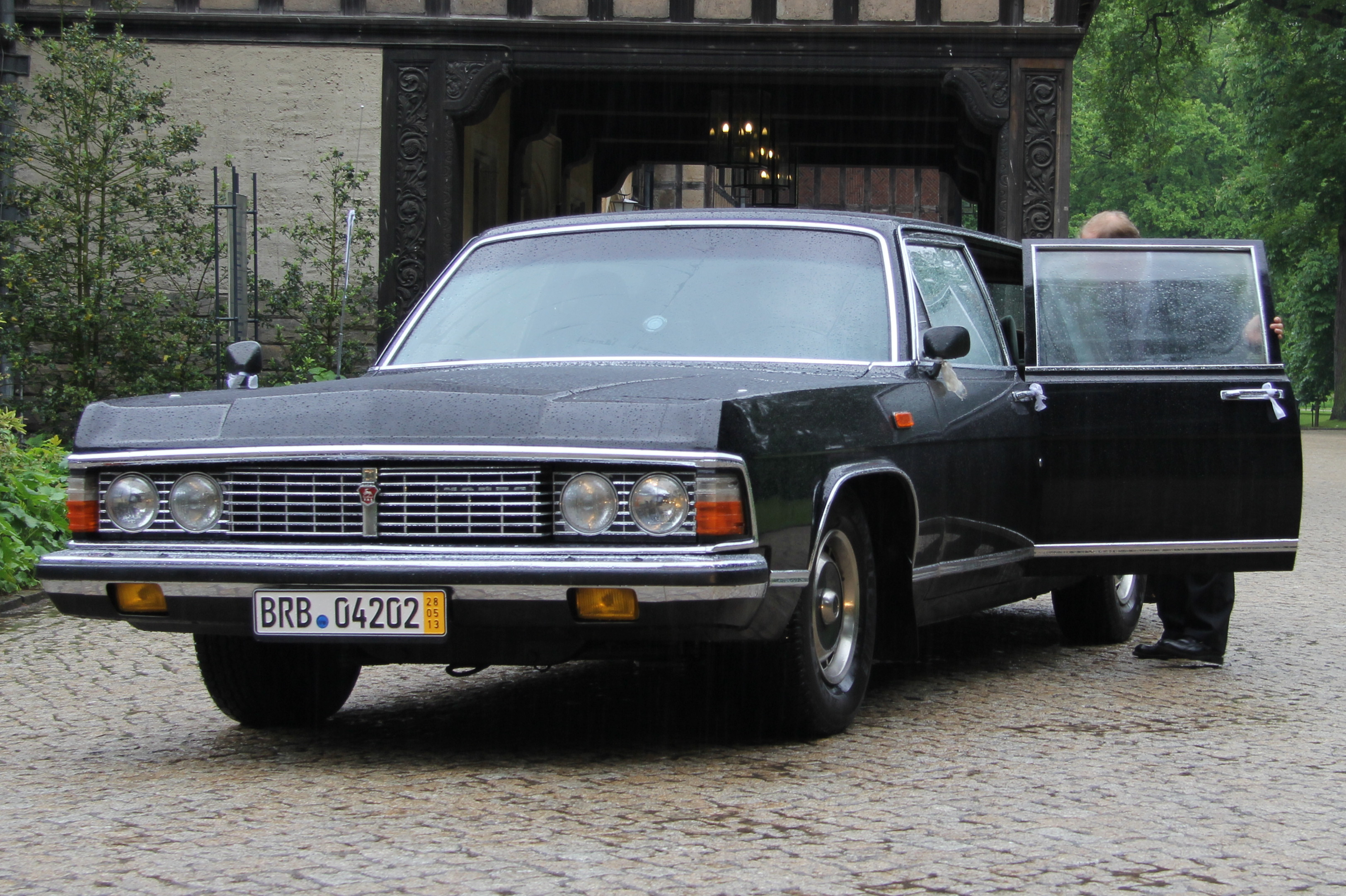
GAZ-14, produzido entre 1977-1988

Naquela época, os engenheiros da GAZ trabalhavam para desenvolver um modelo completamente novo para entrar em produção assim que a guerra acabasse. Chamado de GAZ-M20 Pobeda (Vitória), este sedã de preço acessível com um estilo fastback entrou em produção em 1946, sendo produzido pela GAZ até 1958 (uma versão sob licença e sob nome Warszawa continuou a ser produzido na fábrica polonesa FSO até a década de1970). Foi o primeiro carro soviético com limpador de para-brisa elétrico (ao invés de mecânicos ou operados a vácuo). O modelo também vinha equipado com freios hidráulicos nas quatro rodas. O GAZ-72, uma versão com tração nas quatro rodas, foi produzida em baixa escala.
A GAZ fabricou também os modelos GAZ-12 ZIM, GAZ-21 e GAZ-24 Volga, além dos carros de luxo GAZ-13 e GAZ-14 Chaika. O ZIM foi o primeiro carro da GAZ a mostrar o veado saltando como ornamento do capô. O GAZ-21 fez sua primeira aparição pública em 1955, com uma demonstração de três carros indo de Moscou para a Crimeia, sendo dois modelos automáticos e um manual. Foi lançado oficialmente em 1956 e se tornou um símbolo de toda a época soviética. O carro oferecia assentos frontais capazes de reclinar completamente e vinha equipado com um acendedor de cigarros elétrico e um rádio, em uma época em que os carros produzidos nos Estados Unidos não vinham equipados com rádio. Um pequeno número de Volga com o motor do Chaika de 195 hp, com câmbio automático e direção assistida foram construídos para a KGB como M23, sendo produzidos um total de 603 veículos entre 1962-1970. Como engenheiro chefe, Boris Dekhtyar disse que o Volga tinha pastilhas de freio melhores e atingia uma velocidade máxima de mais de 170 km/h; o carro foi bem recebido. O novo motor produzia 195 h.p. a 4.400 rpm. A produção do Chaika foi iniciada em 1959. Ao longo dos anos, diversas versões destes dois veículos foram produzidas.

## Modelos
| - BA-10 (1930s-??) - GAZ-A Carro de Passageiros (1932-1936) - GAZ-AA Caminhão (1932-1942) - GAZ-AAA Caminhão (1934-??) - GAZ-03-30 Ônibus (1933-??) - GAZ-410 Caminhão de Lixo (1934-??) - GAZ-MM Caminhão (1934-1950) - GAZ-M1 Carro de Passageiros (1936-1942) - GAZ-415 Caminhão pickup (1936-??) - GAZ-M2 Carro de Passageiros(1942-1946) - T-60 Tanque Leve(1935-1940) - T-70 Tanque Leve(1938-1942) - GAZ-61 Jipe 4x4 (1941-1944) - GAZ-51 Caminhão (1946-1976) - GAZ-M20 Pobeda Carro de Passageiros (1946-1958) - GAZ-64 Jipe 4x4 (1941-1942) - BA-64 Carro Blindado Leve (1942–46) - GAZ-67 Jipe 4x4 (1944-1953) - GAZ-63 Caminhão 4x4 (1948-1968) - BTR-40 Carro blindado de Combate (1948-??) - GAZ 46 MAV Anfíbio Leve 4x4 (1952-??) - GAZ-69 Jipe 4x4 (1953-1972) - GAZ-12 ZIM Limousine (1950-1959) - GAZ-21 Volga sedã (1956-1970) - GAZ-22 Volga Perua(1962-1970) - GAZ-72 Pobeda Carro de Passageiros 4x4 (1955-1957) - GAZ-13 Chaika Limousine (1959-1981) - GAZ-52 Caminhão (1958-?) | - GAZ-62 Caminhão (1958-1960) - GAZ-53 Caminhão - BTR-60 Carro Blindado de Combate (1960-1976) - GAZ-66 Caminhão Militar 4x4 (1964-1998) - GAZ-14 Chaika Limousine (1977-1988) - GAZ-24 Volga Sedã (1968-1985) - BTR-70 Carro Blindado de Combate (1976-??) - GAZ-24-05 Volga Perua(1972-1992) - GAZ-24-10 Volga Sedã (1985-1992) - GAZ-3102 Volga Sedã de Luxo (1984) - BTR-80 Carro Blindado de Combate (1984-??) - GAZ-31029 Volga Sedã (1992-1997) - BTR-90 Carro Blindado de Combate (1994) - GAZ-31 Volga (1997-) - GAZ-310221 Volga Perua(1997) - GAZ-3110 Volga Sedã (1997-2004) - GAZ-3111 Volga Sedã (1998-2000) - GAZ-31105 Volga Sedã (2004) - GAZ-3302 Caminhão Pick-up GAZelle (1992) - GAZ-3221 Van de Passageiros GAZelle (1992) - GAZ-2705 Van de Carga GAZelle (1992) - GAZ-2752 Van de Carga Sobol (1999) - GAZ-2217 Van de Passageiros Barguzin (1999) - GAZ-22171 Van de Passageiros Sobol (2000) - GAZ-3937 Jipe Anfíbio Vodnik (1997) - GAZ-2975 Jipe Tiger (2002) - GAZ-2330 Jipe Tiger (2002) - GAZ5903V Vetluga |

## Imagens

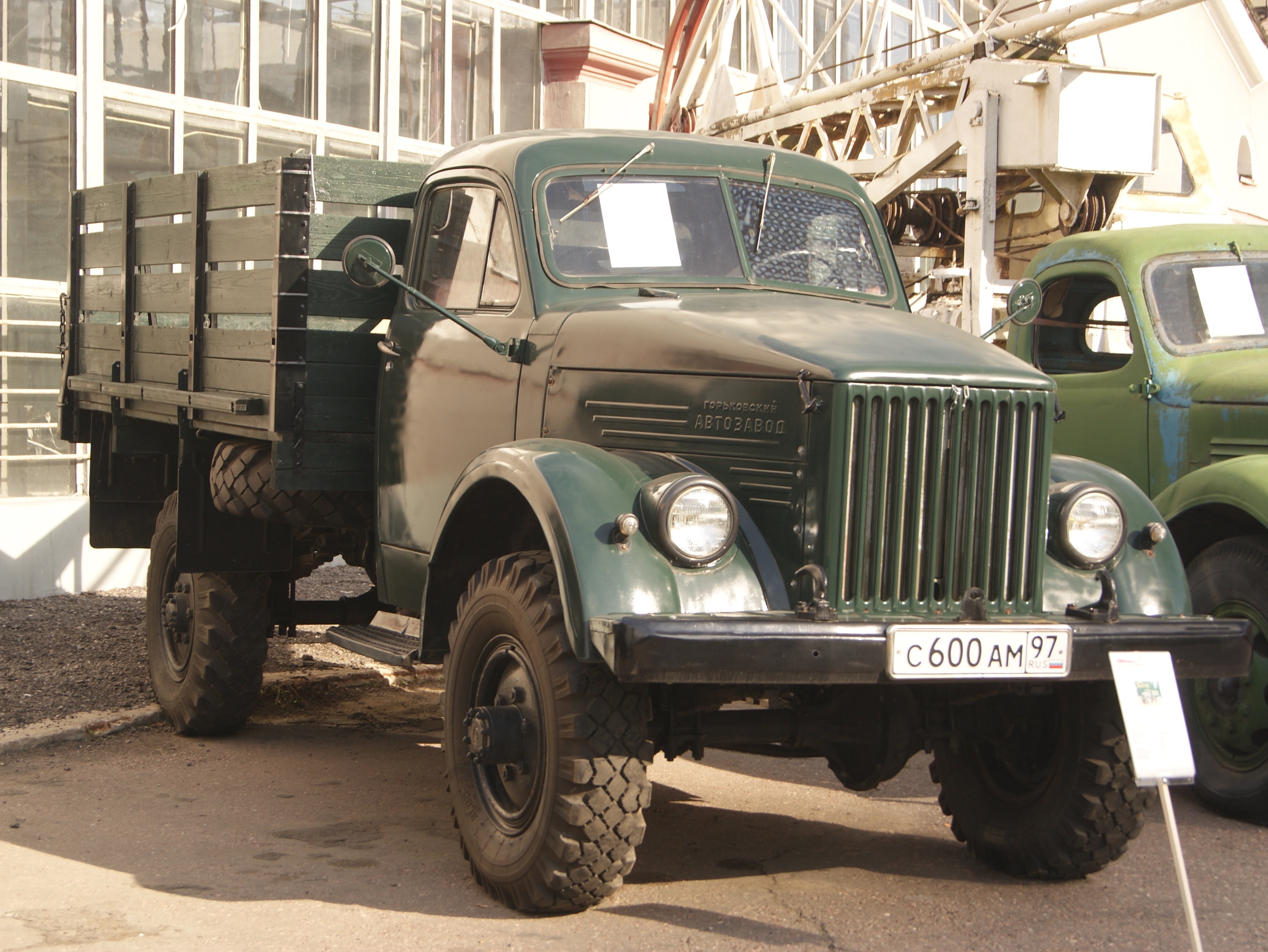
Um caminhão GAZ-63 militar.
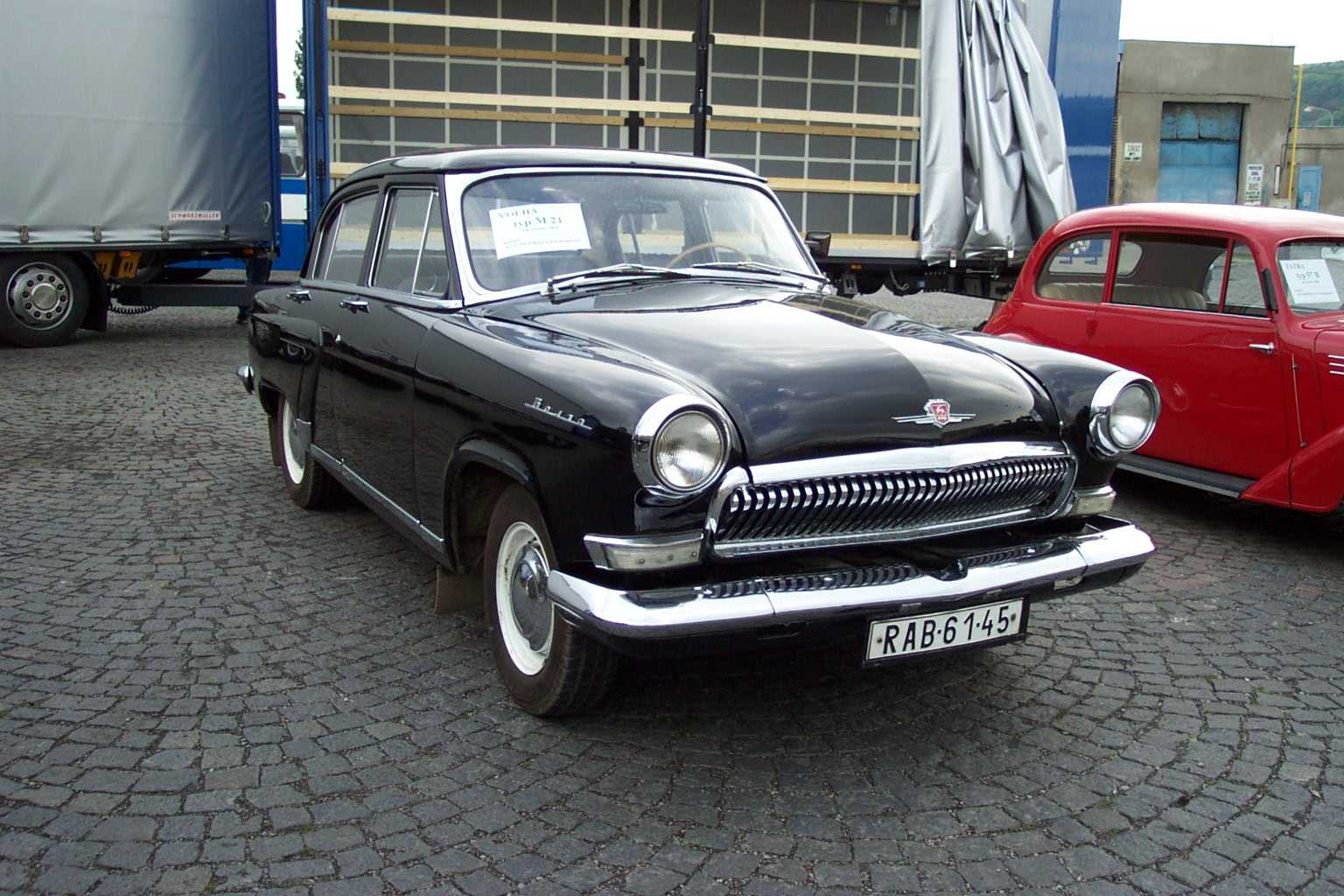
GAZ-21 Volga de 1956.
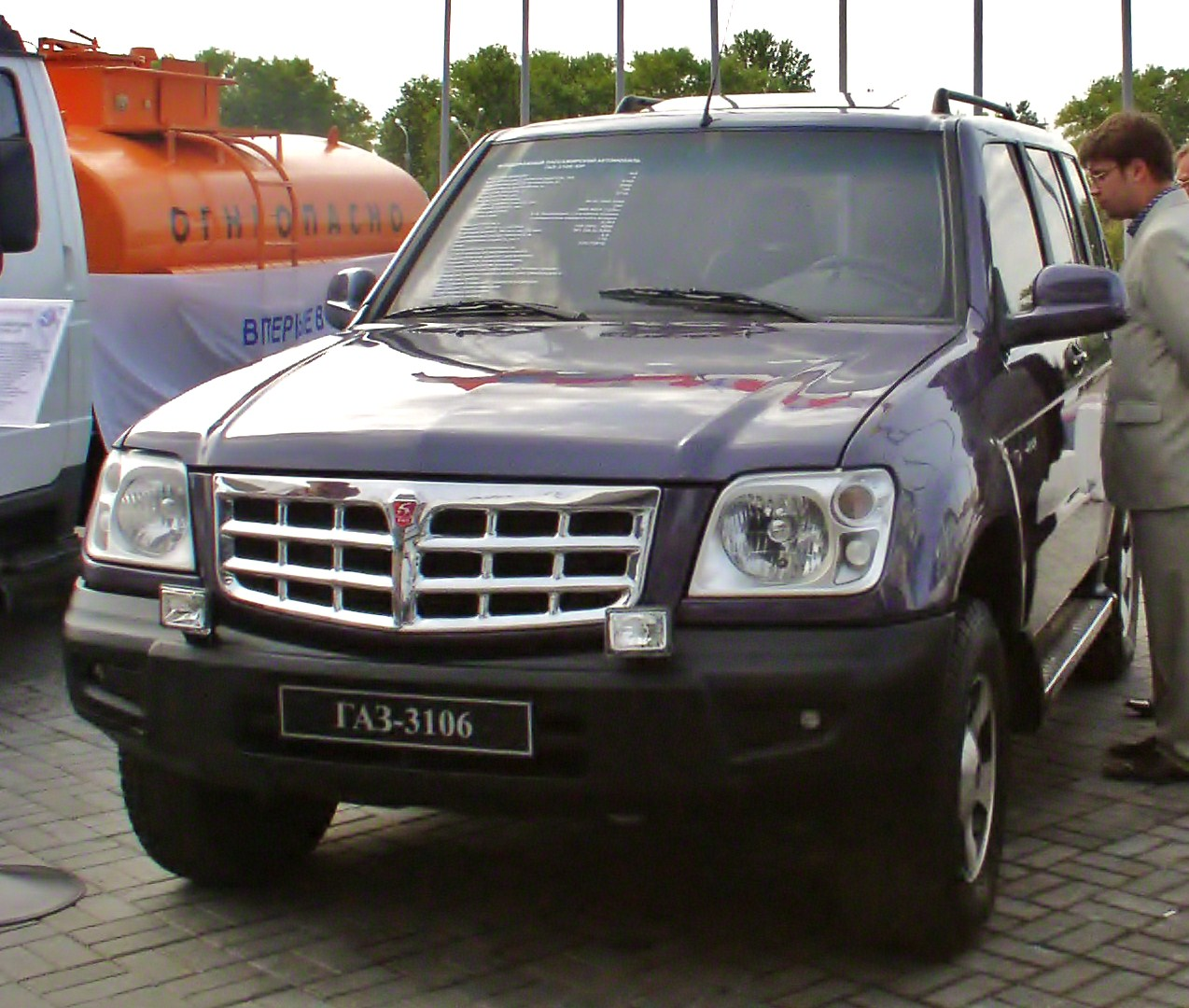
O novo modelo da empresa o GAZ-3106.
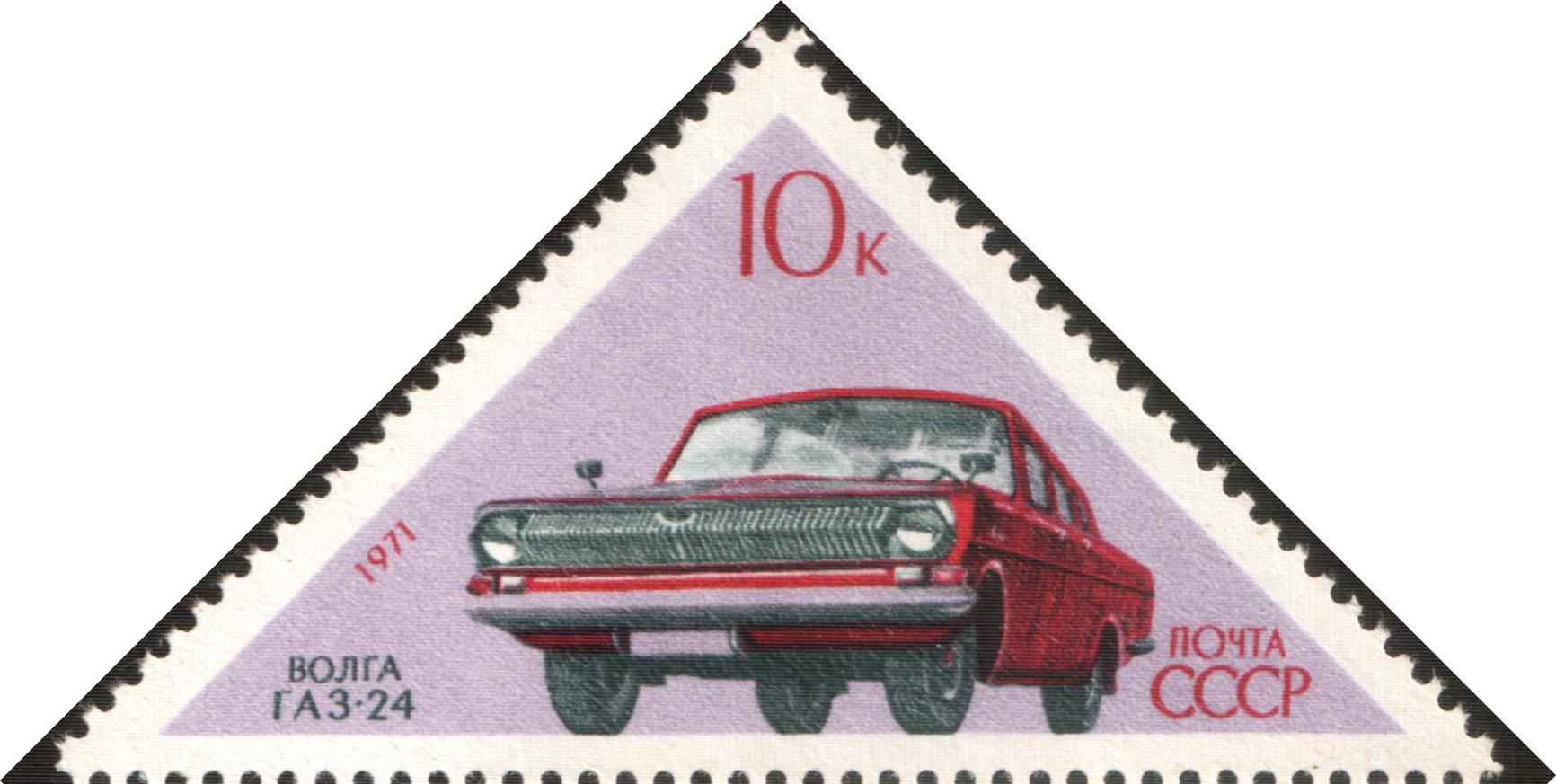
Selo postal russo  de 1971 com imagem do modelo GAZ-24 Volga.
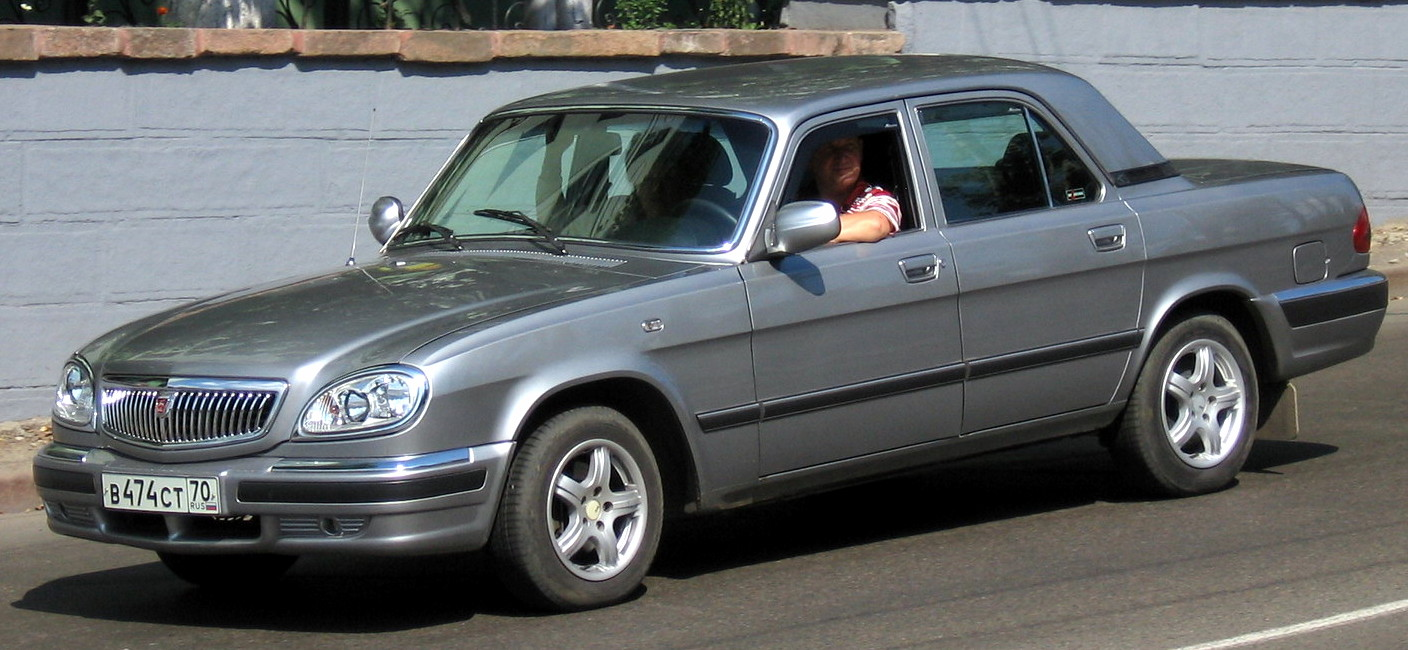
O novo modelo do Volga.
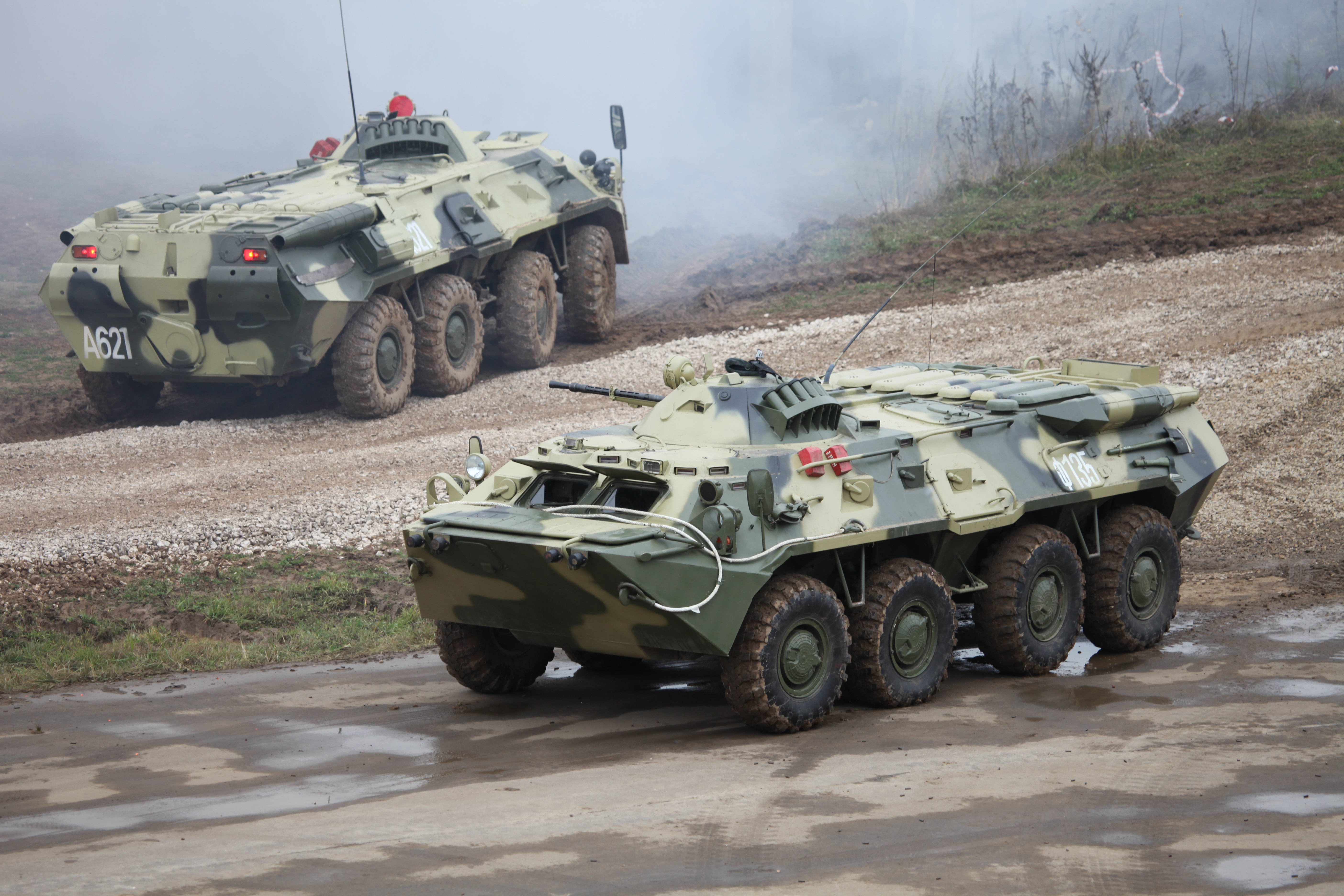
Veículos blindados BTR-80.